# Кожкви
Кожкви (пол. Korzkwy) — село в Польщі, у гміні Плешев Плешевського повіту Великопольського воєводства.
Населення — 306 осіб (2011).
У 1975-1998 роках село належало до Каліського воєводства.

## Демографія
Демографічна структура станом на 31 березня 2011 року:
|          | Загалом | Допрацездатний вік | Працездатний вік | Постпрацездатний вік |
| -------- | ------- | ------------------ | ---------------- | -------------------- |
| Чоловіки | 155     | 38                 | 109              | 8                    |
| Жінки    | 151     | 35                 | 94               | 22                   |
| Разом    | 306     | 73                 | 203              | 30                   |